# Which Way to the Front?
Which Way to the Front? é um filme estadunidense de 1970, do gênero comédia, produzido, dirigido e estrelado por Jerry Lewis.
Geralmente considerado o pior filme de Lewis, praticamente encerrou sua carreira de comediante cinematográfico, o que lhe levou a se dedicar exclusivamente a seus programas de televisão durante os anos seguintes.

## Sinopse
O homem mais rico do mundo em 1942, o playboy estadunidense Brendan Byers III estava entediado, quando recebe convocação para servir no exército. Byer deseja lutar, mas é rejeitado no exame médico. Ele e mais três homens que também não foram aceitos, se reúnem e resolvem formar um exército particular. Depois de um treinamento ministrado por um policial corrupto e um jardineiro japonês, ex-integrante do exército de seu país, Byers III está pronto para sua missão. A bordo de um luxuoso iate carregado de caviar, vinhos e queijos raros, ele parte com seus homens e mais o mordomo e motorista rumo à Itália, onde as tropas aliadas não conseguem avançar. Seu plano é se disfarçar como um oficial nazista muito parecido com ele (Kesselring), para fazer com que as tropas alemães recuem e abram caminho para os aliados. Mas ele não sabe que Kesselring conspira contra Adolf Hitler e tem um plano para matar o ditador alemão.

## Elenco
- Jerry Lewis.... Brendan Byers III / Kesselring
- Jan Murray.... Sid Hackle
- John Wood (ator).... Finkel
- Steve Franken.... Peter Bland
- Dack Rambo.... Terry Love
- Robert Middleton.... Colonico
- Willie Davis.... Lincoln
- Kaye Ballard.... esposa do major
- Harold J. Stone.... general Buck
- Paul Winchell.... Schroeder
- Sidney Miller.... Adolf Hitler
- Joe Besser.... Dock Master
- Kathleen Freeman